# سحلية فينيقية مزرقة
السِحْليَّة الفينيقيَّة المُزرقة (الاسم العلمي: Phoenicolacerta cyanisparsa)  هي نوعٌ من السحالي ضمن فصيلة السحالي الحقيقية. تُوجد في سوريا وتركيا، وهي نوعٌ بياض. تُعد جمهرتها ثابتة، وهي شائعةٌ ضمن نطاقٍ ضئيل.

## الموئل
موائلها الطبيعية هي موائل صخرية بها نباتات شجيرة من نوع المتوسطية. كما قد تتواجد في المناطق المزروعة أو المراعي الطفيفة.